# Цандоббіо
Цандоббіо (італ. Zandobbio) — муніципалітет в Італії, у регіоні Ломбардія, провінція Бергамо.
Цандоббіо розташоване на відстані близько 480 км на північний захід від Рима, 60 км на північний схід від Мілана, 15 км на схід від Бергамо.
Населення — 2763 особи (2014).

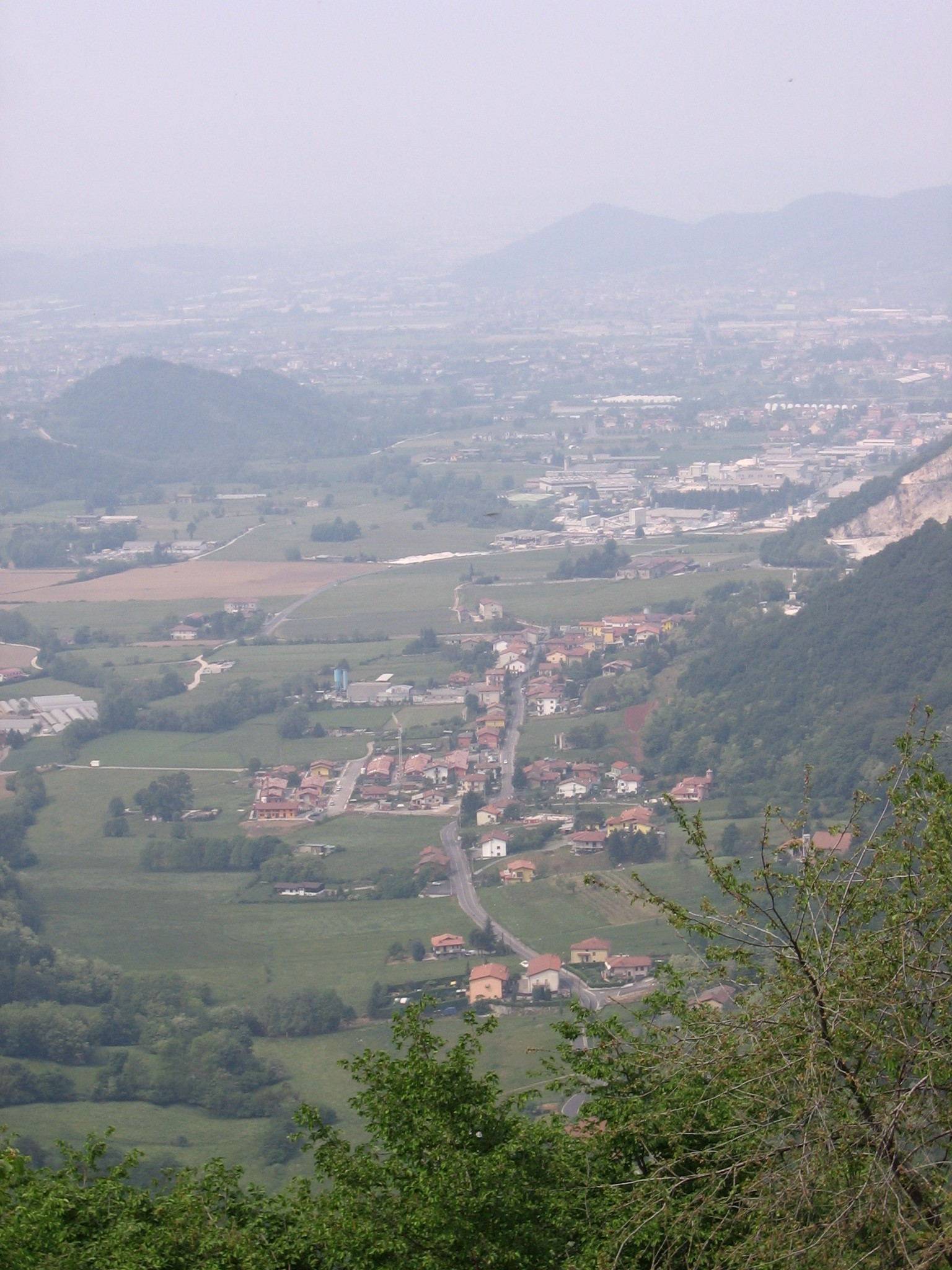

Щорічний фестиваль відбувається 23 квітня. Покровитель — святий Юрій.

## Демографія
Населення за роками:

Станом на 1 січня 2023 року в муніципалітеті офіційно проживало 407 іноземців з 29 країн, серед них 134 громадяни країн Євросоюзу та 6 громадян України.

## Сусідні муніципалітети
- Кредаро
- Ентратіко
- Форесто-Спарсо
- Трескоре-Бальнеаріо
- Віллонго